# Alicia von Rittberg
Alicia Gräfin (condesa) von Rittberg (Múnich, 10 de diciembre de 1993) es una actriz alemana. Después de numerosos papeles en películas y series de televisión alemanas, llamó la atención fuera de Alemania por su breve papel de Emma en la película Fury del 2014. Rittberg interpretó a Ida Lenze en el papel principal en la serie de televisión alemana Charité por la que recibió el Premios Bambi en 2017.

## Vida y carrera
Alicia von Rittberg nació en la noble familia de von Rittberg y creció en Munich con tres hermanos. Asistió a un Gymnasium orientado a las humanidades y comenzó su carrera cinematográfica como estudiante a partir del 2000. Por su papel protagónico como una niña adoptiva en la película de televisión ZDF de 2012, And all were silen, recibió el Premio Artista Joven 2013 en el Premio de la Televisión de Baviera.
En 2014, interpretó a Emma junto a Brad Pitt, Logan Lerman y Shia LaBeouf en la película de guerra estadounidense Fury, dirigida por David Ayer. Apareció en Our Kind of Traitor, una película de suspenso de espías de 2016 dirigida por Susanna White. Interpretó el papel principal de Ida Lenze en la temporada 1 de la serie de televisión alemana Charité por la que recibió el premio Bambi en la categoría de actriz alemana en 2017.
Además de actuación, estudió administración corporativa y economía en la Universidad Zeppelin en Friedrichshafen, donde debía completar su tesis de licenciatura en junio de 2017.

## Filmografía

### Cine
| Año  | Título                 | Rol           |
| ---- | ---------------------- | ------------- |
| 2011 | Eine ganz heiße Nummer | Tina Brandner |
| 2012 | Barbara                | Angie         |
| 2014 | Fury                   | Emma          |
| 2016 | Our Kind of Traitor    | Natasha       |
| 2017 | Jugend ohne Gott       | Nadesh        |
| 2018 | Ballon                 | Petra Wetzel  |
| 2019 | Rate Your Date         | Teresa        |
| 2020 | Resistance             | Regine        |

### Televisión
| Año       | Título                                  | Rol                 | Notas                                |
| --------- | --------------------------------------- | ------------------- | ------------------------------------ |
| 2006      | The Old Fox                             | Jasmin Carnap       | Episodio 30x03 "Tödliches Schweigen" |
| 2007      | Die Lawine                              | Jill Westermann     | Película de televisión               |
| 2008      | Die Sache mit dem Glück                 | Miriam Heitmann     | Película de televisión               |
| 2008–2009 | Meine wunderbare Familie                | Lilly Sander        | 5 episodios                          |
| 2009      | Romy                                    | Romy - 14 years old | Película de televisión               |
| 2010      | Das Geheimnis der Wale                  | Charlotte Waldmann  | Película de televisión               |
| 2011      | Hindenburg                              | Gisela Kerner       | Película de televisión               |
| 2011      | The Old Fox                             | Leonie Wintzer      | Episodio 37x04 "Zivilcourage"        |
| 2011      | Die Verführerin Adele Spitzeder         | Therese Ederer      | Película de televisión               |
| 2012      | Und alle haben geschwiegen              | Luisa Jung          | Película de televisión               |
| 2013      | Alles für meine Tochter                 | Clara Liebner       | Película de televisión               |
| 2014      | Unterwegs mit Elsa                      | Clara Novak         | Película de televisión               |
| 2014      | Die Hebamme                             | Lotte               | Película de televisión               |
| 2014      | Die reichen Leichen. Ein Starnbergkrimi | Sisi                | Película de televisión               |
| 2015      | Das Romeo-Prinzip                       | Annelie             | Película de televisión               |
| 2016      | Die Hebamme 2                           | Lotte               | Película de televisión               |
| 2017      | Charité                                 | Ida Lenze           | 6 episodios                          |
| 2017      | Genius                                  | Anna Winteler       | 4 episodios                          |
| 2019      | Lotte am Bauhaus                        | Lotte Brendel       | Película de televisión               |
| 2022      | Becoming Elizabeth                      | Elizabeth I         | 8 episodios                          |

## Reconocimientos
| Año  | Premio                           | Categoría                    | Trabajo nominado                            | Ref.  |
| ---- | -------------------------------- | ---------------------------- | ------------------------------------------- | ----- |
| 2013 | Bavarian TV award                | Premio Artista Joven         | Und alle haben geschwiegen                  | [ 5 ] |
| 2013 | Günter Rohrbach Film Award       | Precio de Saarland Film GmbH | And all were silent junto con Leonard Carow |       |
| 2014 | New Faces Award                  | Premio Artista Joven         | Die Hebamme                                 |       |
| 2017 | Premio Bambi                     | Actriz Alemana               | Charité                                     |       |
| 2019 | Seoul International Drama Awards | Mejor actriz                 | Lotte am Bauhaus                            |       |